# Мобилизация ресурсов
Мобилизация ресурсов — теория в сфере общественных движений появившаяся в 1970-х. Подчеркивается возможность участников движения получить ресурсы и мобилизовать их для достижения общих целей. В отличие от теории коллективного действия толпа и иррациональное поведение заменяется на «рациональный актор» (индивид или группа), использующий стратегическую и инструментальную логику.

## Теория и её представители
Согласно этой теории успех движения зависит от способности участников привлекать ресурсы (деньги, доступ к СМИ и т. д.), мобилизовать людей и заключать альянсы с властью. Общественное движение должно быть организовано и нуждается в определенных ресурсах, так как обычное недовольство не сможет привести к изменениям в обществе.
В рамках этой теории выделяют несколько направлений:
- позиция индивидуалистической, утилитарной логики рационального актора (М. Олсон)
- организационно-предпринимательский подход (Дж. Д. Маккарти и М. Цальд)
- модели политического процесса (Ч. Тилли и Д. Макадам)[2]

В 80-х на смену начали приходить другие теории, такие как теория социального конструкционизма и теория новых социальных движений.